# Max Hardcore
Paul F. Little, més conegut com a Max Hardcore   (Racine, 10 d'agost de 1956 - Los Angeles, 27 de març de 2023), fou un actor, productor i director de cinema pornogràfic estatunidenc. Va assolir protagonisme l'any 1992 amb la sèrie de pel·lícules The Anal Adventures of Max Hardcore, que el 1994 va rebre el premi de la X-Rated Critics Organization a la millor sèrie amateur o Pro-Am. El seu treball ha estat classificat com a pornografia gonzo i descrit com a "fregant els límits d'acceptabilitat". és membre del Saló de la Fama de XRCO. Max i l'actriu Layla Rivera aparegueren al show de Howard Stern el 24 de setembre de 2007. Va passar dos anys i mig a la presó (2009-2011), condemnat en un judici per obscenitat. La seva empresa, Max World Entertainment, ja no tenia la seu a Altadena (Califòrnia) després del seu empresonament.
Segons l'Adult Film Database, també ha actuat amb els noms de Max Steiner, Max Hardcore Steiner, Paul Little (el seu nom real), Rex Reamer i Sam Smythe.

## Naturesa del contingut

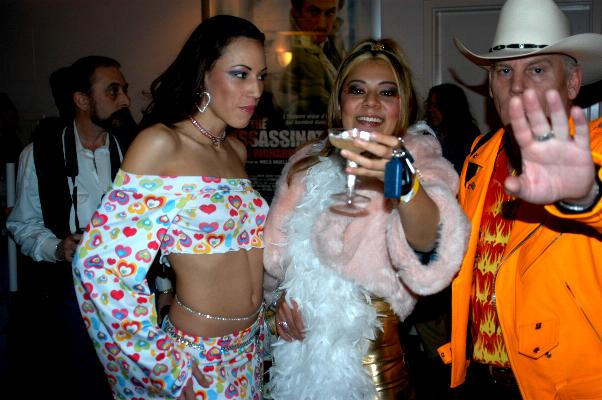
Max Hardcore amb les coprotagonistes freqüents Layla Rivera (esquerra) i Catalina (centre)

Les pel·lícules de Max Hardcore generalment consisteixen en actes sexuals executats per ell mateix, amb dones, sovint nouvingudes a la indústria del porno, que actuen com a noies o les seves mares molestes, amb èmfasi en el sexe anal.
Les situacions sexuals descrites a les pel·lícules de Max Hardcore sovint inclouen actes com orinar a les seves companyes femenines, penetrant-les amb el puny o inserint espèculs als seus anus o vagines i eixamplant-les fins a un grau extrem. També hi ha escenes en què les actrius, sota la seva direcció, vomiten o es bufen mocs a la boca o sobre elles mateixes, o beuen orina dels seus anus utilitzant un tub. Les pel·lícules de Max Hardcore sovint mostren el seu director i estrella infligint dolor i humiliació aparents als seus companys protagonistes.
Hardcore anomena el seu propi material "vil i boig" i considera que ha tingut una influència en la indústria del porno, generant molts imitadors.
L'escriptora Susannah Breslin, ressenyant el treball de Hardcore, ha comentat: "A les pel·lícules de Max Hardcore – Pure Max, Hardcore Schoolgirls, Don't Fuck Up My Mommy! – les dones són degradats verbalment i físicament d'una infinitat de maneres sense precedents." El tractament per part de Hardcore de les seves companyes de repartiment ha estat descrit per diversos crítics com a ocasionalment abusiu. El to del treball de Hardcore s'ha considerat misògin. Les seves pel·lícules i els seus suposats mètodes de treball l'han fet relativament impopular a la indústria del porno.

## Persecucions
Basat en Max Extreme 4, la ciutat de Los Angeles el 1998 el va acusar de pornografia infantil i de distribució d'obscenitat. Que l'actriu tenia més de 18 anys no es va discutir; es van presentar càrrecs perquè l'actriu interpretava un personatge que era menor d'edat. Just abans que el cas fos portat a judici l'any 2002, el Tribunal Suprem dels Estats Units va dictaminar (a Ashcroft v. Free Speech Coalition) que l'estatut que prohibeix als adults retratar nens en pel·lícules i llibres era inconstitucional. Sobre la base d'aquesta sentència, es van desestimar els càrrecs de pornografia infantil contra Little. L'acusació de delicte menor de distribució d'obscenitat es va mantenir, però el jurat no va arribar a un veredicte. Posteriorment, L.A. li va imposar una acusació d'obscenitat addicional, que va resultar de nou en un jurat sense acord. Little va comentar després del judici que "va ser un malbaratament frívol de recursos públics".
El 5 d'octubre de 2005, mentre Little era a Barcelona per assistir a una Exposició Eròtica del FICEB, les oficines de Max World Entertainment van ser asaltades per l'FBI. Cinc títols de vídeo i els servidors informàtics de l'oficina van ser confiscats, aparentment per investigar cap a una acusació federal d'obscenitat o un càrrec relacionat amb la llei de manteniment de registres (18 U.S.C. 2257).
En l'execució de l'ordre d'escorcoll, un agent va llançar accidentalment una arma al pis d'una oficina del pis de dalt, ja que l'amo estava detingut a sota. Ningú va resultar ferit.
Després de l'atac de l'FBI, Little va publicar la següent declaració:
| « | Una vegada més, el govern està malgastant diners dels impostos i, d'altra manera, recursos inestimables per a l'aplicació de la llei per intentar forçar una visió minoritària de la moral a tot Amèrica. Cinc de les meves pel·lícules han estat objectiu de la Patrulla Federal Prude. No hi ha cap indici de cap delicte que es pugui al·legar, excepte l'obscenitat. En cas de ser acusat, lluitaré per protegir la meva llibertat, així com la llibertat d'adults que consinteixen veure altres adults participar en accions sexuals lícites, consensuades i agradables. Vergonya al Departament de Justícia de Bush. Estic orgullós de les pel·lícules que faig i dels que compren i venen aquestes pel·lícules. | » |

El 2007, Little i la seva empresa, Max World Entertainment, Inc., van ser acusats pel Departament de Justícia dels Estats Units Secció d'Explotació i Obscenitat Infantil de cinc càrrecs de transport de matèria obscena mitjançant l'ús d'un ordinador interactiu. servei i cinc càrrecs d'enviament d'assumptes obscès, relacionats amb cinc pel·lícules. que mostra introducció de punys, micció i vòmits. Little fou trobat culpable de tots els càrrecs, i sentenciat a 46 mesos de presó. En apel·lació, el Tribunal de Circuit 11 d'Atlanta, Geòrgia, va confirmar la condemna, però va revocar la sentència. Little va començar a complir la seva condemna el 29 de gener de 2009.
El jurat va ordenar la pèrdua del domini d'internet www.MaxHardcore.com, però es va negar a renunciar a la casa de Little a Altadena, Califòrnia, que es va vendre posteriorment el 2019.
Little va ser assignat originalment al Centre Federal de Detenció Correccional al centre de Los Angeles, i després traslladat a la Institució Federal Correccional de La Tuna a Anthony (Texas), un centre penitenciari de baixa seguretat per a homes. Va complir els últims cinc mesos de la seva condemna sota arrest domiciliari. Va ser el número de la Federal Bureau of Prisons 44902-112 i fou alliberat el 19 de juliol de 2011.
Des que ha sortit de la presó, Little va declarar en una entrevista del febrer de 2012 que "vol fer el bé al món" i que ara ha tornat a la indústria del porno. Tanmateix, Hardcore no s'ha acreditat com a intèrpret o director porno des del 2013.

## Premis
- 1994 Anal Adventures of Max Hardcore va ser guanyador del premi XRCO en la categoria millor sèrie amateur o Pro-Am.[3]
- 1996 Max 8: The Fugitive fou guanyadora del premi XRCO en la categoria de millor escena home-dona.[3][31]
- 2009 Admès al Saló de la Fama XRCO en la categoria "Outlaws of Porn".[5]

## Cultura popular
Little és un tema de l'assaig de 1998 de David Foster Wallace Big Red Son, que analitza la indústria pornogràfica nord-americana dels anys 90.